# Thalictrum ichangense
Thalictrum ichangense là một loài thực vật có hoa trong họ Mao lương. Loài này được Lecoy. ex Oliv. miêu tả khoa học đầu tiên năm 1888.